# Jade Thirlwall
Jade Amelia Thirlwall (født 26. december 1992) er en britisk sanger, som er medlem af pigegruppen Little Mix. Gruppen annoncerede den 2. december 2021, at de ville tage en pause efter deres Confetti-tour i 2022.
Den 19. juli 2024 begyndte Thirlwall officielt sin karriere som soloartist med udgivelsen af singlen Angel Of My Dreams, hvilket hun annoncerede tidligere samme måned.

## Little Mix (2011 - 2022)
Thirlwall blev en del af den britiske pigegruppe Little Mix i 2011, da hun deltog i The X-Factor. Hun havde to gange før været til audition som soloartist, da hun igen tog til audition. Denne gang gik det heller ikke som forventet, da hun blev sat i et såkaldt "girlband". 
I 2021 var gruppen den første pigegruppe til at vinde et BRIT-award for bedste gruppe.

## Solokarriere (2024 - nu)
Debutsinglen, Angel Of My Dreams, steg hurtigt efter udgivelsen til top 10 i Storbrittanien.
Thirlwall optrådte med sin solo-debutsingle, Angel Of My Dreams, til The BRIT Awards 2025. Her vandt hun også sin første BRIT som soloartist; Best Pop Act.
Den 14. maj 2025 annoncerede Thirlwall debut-soloalbummet "That's Showbiz Baby!", der udgives den 12. september 2025.

## Privat
I 2012 begyndte Thirlwall at datede Sam Craske fra dansegruppen Diversity. Parret afsluttede forholdet i 2014. I 2016 bekræftet Thirlwall, at være sammen med Jed Elliott fra The Struts, men parret splittede senere i juli 2019.. I 2020 bekræftede hun, at hun i øjeblikket er i et forhold med sanger Jordan Stephens.